# المحكمة الدستورية العليا (فلسطين)
المحكمة الدستورية العليا الفلسطينية هي محكمة تأسست في أبريل 2016 بموجب قرار رئاسي، تختص في الرقابة الدستورية على القوانين والأنظمة، وتفسير نصوص القانون الأساسي الفلسطيني وغيرها، وهي أعلى سلطة في دولة فلسطين، وهي الجهة الفاصلة بين سلطات الدولة الثلاث. أول رئيس لها كان المستشار محمد الحاج قاسم، ويشغل رئاستها حاليًا علي مهنا.